# 国際赤十字赤新月組織一覧

赤十字（紅十字）
赤新月
赤水晶（イスラエル、マーゲン・ダビド公社）
承認を受けていない赤十字
承認を受けていない赤新月

国際赤十字赤新月運動（こくさいせきじゅうじせきしんげつうんどう）または国際赤十字（こくさいせきじゅうじ）は、以下の3組織で構成されている。
- 赤十字国際委員会（ICRC）
- 国際赤十字赤新月社連盟（IFRC）
- 各国の赤十字社・赤新月社（186社）

## 各国の赤十字社・赤新月社
- アフガニスタン赤新月社
- アルバニア赤十字社
- アルジェリア赤新月社
- アンドラ赤十字社
- アンゴラ赤十字社
- アンティグア・バーブーダ赤十字社
- アルゼンチン赤十字社
- アルメニア赤十字社
- オーストラリア赤十字社
- オーストリア赤十字社
- アゼルバイジャン赤新月社
- バハマ赤十字社
- バーレーン赤新月社
- バングラデシュ赤新月社
- バルバドス赤十字社
- ベラルーシ赤十字社
- ベルギー赤十字社
- ベリーズ赤十字社
- ベナン赤十字社
- ボリビア赤十字社
- ボスニアヘルツェゴビナ赤十字社
- ボツワナ赤十字社
- ブラジル赤十字社
- ブルネイ赤新月社
- ブルガリア赤十字社
- ブルキナ・ファソ赤十字社
- ブルンジ赤十字社
- カンボジア赤十字社
- カメルーン赤十字社
- カナダ赤十字社
- カーボベルデ赤十字社
- 中央アフリカ赤十字社
- チャド赤十字社
- チリ赤十字社
- 中国紅十字会
- コロンビア赤十字社
- コモロ赤新月社
- コンゴ共和国赤十字社
- コンゴ民主共和国赤十字社
- クック諸島赤十字社
- コスタリカ赤十字社
- コートジボワール赤十字社
- クロアチア赤十字社
- キューバ赤十字社
- チェコ赤十字社
- デンマーク赤十字社
- ジブチ赤十字社
- ドミニカ赤十字社
- ドミニカ共和国赤十字社
- エクアドル赤十字社
- エジプト赤新月社
- エルサルバドル赤十字社
- 赤道ギニア赤十字社
- エリトリア赤十字社 (参加予定)
- エストニア赤十字社
- エチオピア赤十字社
- フィジー赤十字社
- フィンランド赤十字社
- フランス赤十字社
- ガボン赤十字社
- ガンビア赤十字社
- グルジア赤十字社
- ドイツ赤十字社
- ガーナ赤十字社
- ギリシャ赤十字社
- グレナダ赤十字社
- グアテマラ赤十字社
- ギニア赤十字社
- ギニアビサウ赤十字社
- ガイアナ赤十字社
- ハイチ赤十字社
- ホンジュラス赤十字社
- 香港紅十字会
- ハンガリー赤十字社
- アイスランド赤十字社
- インド赤十字社
- インドネシア赤十字社
- イラン赤新月社（英語版）
- イラク赤新月社
- アイルランド赤十字社
- マーゲン・ダビド公社
- イタリア赤十字社
- ジャマイカ赤十字社
- 日本赤十字社
- ヨルダン赤新月社
- カザフスタン赤新月社
- ケニア赤十字社
- キリバス赤十字社
- 朝鮮赤十字会
- 大韓赤十字社
- クウェート赤新月社
- キルギスタン赤新月社
- ラオス赤十字社
- ラトビア赤十字社
- レバノン赤十字社
- レソト赤十字社
- リベリア赤十字社
- リビア赤新月社
- リヒテンシュタイン赤十字社
- リトアニア赤十字社
- ルクセンブルク赤十字社
- マカオ紅十字会
- マケドニア赤十字社
- マダガスカル赤十字社
- マラウイ赤十字社
- マレーシア赤新月社
- マリ赤十字社
- マルタ赤十字社
- モーリタニア赤新月社
- モーリシャス赤十字社
- メキシコ赤十字社
- ミクロネシア赤十字社
- モルドバ赤十字社
- モルディブ赤新月社
- モナコ赤十字社
- モンゴル赤十字社
- モンテネグロ赤十字社
- モロッコ赤新月社
- モザンビーク赤十字社
- ミャンマー赤十字社
- ナミビア赤十字社
- ネパール赤十字社
- オランダ赤十字社
- ニュージーランド赤十字社
- ニカラグア赤十字社
- ニジェール赤十字社
- ナイジェリア赤十字社
- ノルウェー赤十字社
- パキスタン赤新月社
- パラオ赤十字社
- パレスチナ赤新月社
- パナマ赤十字社
- パプアニューギニア赤十字社
- パラグアイ赤十字社
- ペルー赤十字社
- フィリピン赤十字社
- ポーランド赤十字社
- ポルトガル赤十字社
- カタール赤新月社
- ルーマニア赤十字社
- ロシア赤十字社
- ルワンダ赤十字社
- セントクリストファー・ネイビス赤十字社
- セントルシア赤十字社
- セントビンセント・グレナディーン赤十字社
- サモア赤十字社
- サンマリノ赤十字社
- サントメ・プリンシペ赤十字社
- サウジアラビア赤新月社
- セネガル赤十字社
- セルビア赤十字社
- セーシェル赤十字社
- シエラレオネ赤十字社
- シンガポール赤十字社
- スロバキア赤十字社
- ソロモン諸島赤十字社
- ソマリア赤新月社
- 南アフリカ赤十字社
- スペイン赤十字社
- スリランカ赤十字社
- スーダン赤新月社
- スリナム赤十字社
- スワジランド赤十字社
- スウェーデン赤十字社
- スイス赤十字社
- シリア赤新月社
- タジキスタン赤新月社
- タンザニア赤十字社
- タイ赤十字社
- 東ティモール赤十字社
- トーゴ赤十字社
- トンガ赤十字社
- トリニダード・トバゴ赤十字社
- チュニジア赤新月社
- トルコ赤新月社
- トルクメニスタン赤新月社
- ツバル赤十字社 (参加予定)
- ウガンダ赤十字社
- ウクライナ赤十字社
- アラブ首長国連邦赤新月社
- 英国赤十字社
- アメリカ赤十字社
- ウルグアイ赤十字社
- ウズベキスタン赤新月社
- バヌアツ赤十字社
- ベネズエラ赤十字社
- ベトナム赤十字会
- イエメン赤新月社
- ザンビア赤十字社
- ジンバブエ赤十字社

### 現存しない赤十字社
- 米国施政下の沖縄：沖縄赤十字社
- 満州国赤十字社
- ドイツ赤十字社(東ドイツ)